# Neuaufnahmen in das UNESCO-Kultur- und -Naturerbe 2013
Im Jahr 2013 fanden die folgenden Neuaufnahmen in das UNESCO-Kultur- und -Naturerbe statt.

## Welterbestätten
Auf der 37. Sitzung des Welterbekomitees vom 16. bis zum 27. Juni 2013 in Phnom Penh und Siem Reap wurden 18 Stätten in das Welterbe aufgenommen, darunter 13 Kulturstätten und fünf Naturstätten. Bei drei Stätten wurde eine signifikante Erweiterung beschlossen.
| Vertragsstaat(en)             | Bezeichnung                                                            | Typ | Ref. | Anmerkungen |
| ----------------------------- | ---------------------------------------------------------------------- | --- | ---- | ----------- |
| Deutschland                   | Bergpark Wilhelmshöhe (Lage)                                           | K   | 1413 |             |
| Fidschi                       | Historische Hafenstadt Levuka (Lage)                                   | K   | 1399 |             |
| Indien                        | Bergfestungen von Rajasthan (Lage)                                     | K   | 247  |             |
| Iran                          | Golestan-Palast (Lage)                                                 | K   | 1422 |             |
| Italien                       | Ätna (Lage)                                                            |     |      |             |
| Italien                       | Villen und Gärten der Medici in der Toskana (Lage)                     | K   | 175  |             |
| Japan                         | Fuji: heiliger Ort und Quelle künstlerischer Inspiration (Lage)        | K   | 1418 |             |
| Kanada                        | Baskische Walfangstation Red Bay (Lage)                                | K   | 1412 |             |
| Katar                         | Archäologische Stätte von Al Zubarah (Lage)                            | K   | 1402 |             |
| Mexiko                        | Biosphärenreservat El Pinacate y Gran Desierto de Altar (Lage)         | N   | 1410 |             |
| Namibia                       | Namib-Sandmeer (Lage)                                                  | N   | 1430 |             |
| Niger                         | Historisches Zentrum von Agadez (Lage)                                 | K   | 1268 |             |
| Nordkorea                     | Historische Monumente und Stätten von Kaesŏng (Lage)                   | K   | 1278 |             |
| transnational: Polen, Ukraine | Hölzerne Tserkvas-Kirchen der Karpaten in Polen und der Ukraine (Lage) | K   | 1424 |             |
| Tadschikistan                 | Tadschikischer Nationalpark (Pamirgebirge) (Lage)                      | N   | 1252 |             |
| Ukraine                       | Antike Stadt, Taurische Chersones und ihre Chora (Lage)                | K   | 1411 |             |
| Volksrepublik China           | Kulturlandschaft Reisterrassen der Hani in Honghe (Lage)               | K   | 1111 |             |
| Volksrepublik China           | Tian-Shan-Gebirge in Xinjiang (Lage)                                   | N   | 1414 |             |

Bei folgenden Welterbestätten wurden signifikante Änderungen ihrer Grenzen beschlossen: 
| Vertragsstaat(en) | Bezeichnung                                           | Typ | Ref. | Anmerkungen |
| ----------------- | ----------------------------------------------------- | --- | ---- | ----------- |
| Kenia             | Nationalpark und Naturwald Mount Kenia (Lage)         | N   | 800  |             |
| Lesotho           | Maloti-Drakensberg-Park (Lage)                        | K/N | 985  |             |
| Polen             | Königliche Salzbergwerke Wieliczka und Bochnia (Lage) | K   | 32   |             |